# Fulton (Mississippi)
Fulton is een plaats (city) in de Amerikaanse staat Mississippi, en valt bestuurlijk gezien onder Itawamba County.

## Demografie
Bij de volkstelling in 2000 werd het aantal inwoners vastgesteld op 3882.
In 2006 is het aantal inwoners door het United States Census Bureau geschat op 4095, een stijging van 213 (5.5%).

## Geboren
- Jimmie Lunceford (6 juni 1902 - 12 juli 1947), jazz-saxofonist

## Geografie
Volgens het United States Census Bureau beslaat de plaats een oppervlakte van
22,9 km², waarvan 22,3 km² land en 0,6 km² water. Fulton ligt op ongeveer 90 m boven zeeniveau.

## Plaatsen in de nabije omgeving
De onderstaande figuur toont nabijgelegen plaatsen in een straal van 28 km rond Fulton.